# 海洋同位素阶段

海洋同位素阶段（Marine isotope stages），简称MIS，又称海洋氧同位素阶段、深海氧同位素阶段（Marine oxygen-isotope stages）或氧同位素阶段（Oxygen isotope stages）简称OIS， 用来描述地球冷暖交替周期。地球冷暖会影响海洋水中δ18O的数值，暖时变小，冷时变大。MIS阶段由今至古，按冷暖依次编号，暖为奇数，冷为偶数，末次冰期结束后到现在为MIS1阶段，MIS2-4为末次冰期，MIS5e则是末次间冰期。這些數據來自花粉和有孔蟲門物種（浮游生物）在鑽探的海洋沉積物岩心、腐泥和其他反映歷史氣候的數據中的遺跡；這些被稱為氣候代理。
MIS時標由Cesare Emiliani在1950年代的開創性工作發展而來，現已廣泛應用於考古學等領域，用於表示第四紀（最近260萬年）的年代，並提供全面且品質良好的數據，對於那個時期的古氣候學或地球早期氣候研究，代表“我們將其他第四紀氣候記錄與之相關聯的標準”。 Emiliani 的工作反過來又依賴於 Harold Urey 在 1947 年的一篇論文中的預測，即方解石中氧 18 和氧 16 同位素之間的比率應該變化，取決於形成方解石的當時水溫。
已經確定了 100 多個階段，目前可以追溯到大約 600 萬年前，未來的規模可能會達到 15 百萬年前。 一些階段，特別是 MIS 5，分為子階段，例如“MIS 5a”，其中 5 a、c 和 e 是暖的，b 和 d 是冷的。 也可以使用表示“範圍”（事件而不是周期）的數字系統，例如 MIS 5.5 代表 MIS 5e 的峰值，5.51、5.52 等代表靜止記錄的波峰和波谷等更詳細的級別。 在最近的時期，越來越精確的時間分辨率繼續得到發展。